# Bakó Ferenc
Bakó Ferenc (Nagyvárad, 1917. augusztus 28. – Eger, 1998. november 14.) magyar etnográfus, muzeológus,  Bakó Jenő úszó, mesteredző testvére.

## Életpályája
Egerben érettségizett 1935-ben, majd a budapesti Néprajzi Múzeumban 1941-ben  muzeológusi bizonyítványt, a Pázmány Péter Tudományegyetemen 1944-ben történelem–földrajz szakos tanári oklevelet szerzett.  
A második világháború alatt  katonai szolgálatot teljesített 1942 és 1944 között, ekkor amerikai hadifogságba esett, ahonnan 1947-ben szabadult. Ekkor kezdődött muzeológusi pályája: a Magyar Nemzeti Múzeum muzeológusa (1947–1950), a sárospataki Rákóczi Múzeum alapító igazgatója (1950–1952), a Heves-Egri Múzeum (1952-1957), illetve az egri Dobó István Vármúzeum igazgatója, egyúttal a Heves Megyei Múzeumok szervezője és igazgatója (1952–1979) volt.
Az egri múzeum igazgatójaként kezdeményezte az Egri Képtár (1958), illetve az egri népművészeti és természettudományi állandó kiállítás megnyitását (1958), majd ismét megnyitotta a Gárdonyi Géza Emlékmúzeumot (1961). 
Fontos szerepet játszott az egri vár helyreállításának kezdeményezésében. 
Az 1960-as–1970-es években a megyei múzeumi szervezet igazgatójaként egymás után nyitotta meg a tájházakat (Abasár, Átány, Kisnána, Mikófalva, Nagyréde, Noszvaj, Verpelét stb.). Az ő vezetése alatt indult meg az észak-magyarországi magyarság, a palóc népcsoport néprajzi, történeti és nyelvészeti kutatása.

## Fő kutatási területe
A Heves megyei falvak és településformák történetével, népi építkezéssel, népi iparokkal, illetve a népszokások és a népi kultúra etnikai jellemzőinek vizsgálatával foglalkozott. 

## Tudományos fokozatai
- A történelem (néprajz) tudományok kandidátusa (1974),
- A történelem (néprajz) tudományok doktora (1988).

## Emlékezete
- Születésének 100. évfordulójára emlékkiállítást rendeztek a tiszteletére az egri Dobó István Múzeumban 2017-2018-ban. Ebből az alkalomból sírját is megkoszorúzták az egri bazilika altemplomában.[3]
- 2017-ben avatták fel emléktábláját.[4]

## Művei
- Bakó Ferenc (szerk.): Palócok III., Eger
- Bakó Ferenc: Bükki barlanglakások, (Borsodi kismonográfiák 3.), Miskolc, Herman Ottó Múzeum, 1977.
- Bakó Ferenc: Kőházak és barlanglakások Észak-Hevesben, in: Az Egri Múzeum Évkönyve (8–9) 1970–1971.